# Роудс, Дастин
Да́стин Па́трик Ра́ннелс (англ. Dustin Patrick Runnels; род. 11 апреля 1969, Остин) — американский рестлер. В настоящее время выступает в All Elite Wrestling под именем Да́стин Ро́удс (англ. Dustin Rhodes).
Наиболее известен по выступлениям в WWE под именем Го́лдаст (англ. Goldust), также выступал в World Championship Wrestling и Total Nonstop Action.
Ранелс — сын «Американской мечты» Дасти Роудса и единокровный брат Коди Роудса. За свою карьеру завоевал несколько чемпионских поясов. В WCW он дважды был чемпионом Соединённых Штатов в тяжёлом весе и дважды командным чемпионом. В WWE он девять раз становился хардкорным чемпионом WWE, трижды интерконтинентальным чемпионом WWE, один раз командным чемпионом мира и два раза командным чемпионом WWE.

## Карьера в рестлинге

### Championship Wrestling from Florida (1988—1989)
Раннелс дебютировал в рестлинге 13 сентября 1988 года под именем Дастин Роудс, победив Боба Кука в матче за промоушен Championship Wrestling from Florida (CWF), расположенный в Тампе. В феврале 1989 года промоушен был переименован в Professional Wrestling Federation, после того как отец Раннелса, Дасти Роудс, начал там выступать. 23 мая 1989 года Раннелс отобрал у Эла Переса титул чемпиона Флориды в тяжёлом весе NWA и удерживал его в течение месяца.

### World Championship Wrestling (1988—1989)
В декабре 1988 года Раннелс дебютировал в World Championship Wrestling. Роудс объединился с Кендаллом Уиндхамом в команду под названием «Техасские бронко», которая успешно выступала против «Жестокой связи» и «Командос». Первое поражение они потерпели от «Оригинального полуночного экспресса» на домашнем шоу 10 декабря 1988 года в Филадельфии, Пенсильвания. Первый одиночный матч Роудса состоялся два дня спустя Атланте, Джорджия, когда он победил Трента Найта. Первый приход Роудса в WCW длился всего несколько месяцев, так как он покинул компанию через два месяца после своего отца.

### Япония и Мемфис (1989—1990)
В марте 1989 года Раннелс гастролировал в Японии в составе All Japan Pro Wrestling (AJPW) на ежегодном Champion Carnival под именем Дасти Роудс-младший. Он вернулся в AJPW весной и летом 1990 года. Раннелс начал выступать в United States Wrestling Association (USWA) в июле 1989 года. Там он враждовал в основном с Тони Энтони за титул чемпиона CWA в тяжелом весе, но так и не завоевал его. Он покинул USWA весной 1990 года.

### World Wrestling Federation (1990—1991)
Раннелс дебютировал в World Wrestling Federation (WWF) в конце 1990 года под именем Дастин Роудс. Его первый матч в WWF состоялся 21 сентября 1990 года — против Пола Даймонда. В декабре 1990 года Роудс победил Теда Дибиаси в телевизионном десятиминутном матче. 19 января 1991 года на Royal Rumble Роудс и его отец Дасти проиграли Теду Дибиаси и Вёрджилу в командном матче, и оба сразу после этого покинули компанию.

### Возвращение в WCW

#### Команде с Барри Уиндемом (1991—1992)
В феврале 1991 года Раннелс присоединился к World Championship Wrestling (WCW) под именем «Естественный» Дастин Роудс. Он враждовал с Ларри Збышко до апреля 1991 года, когда он отказался вступить в The York Foundation Александры Йорк, тем самым начав вражду Терренсом Тейлором.
В конце 1991 года Роудс сформировал команду с Барри Уиндемом и начал попытки получить титул командных чемпионов мира WCW у «Энфорсеров» (Арн Андерсон и Збышко). Команда получила шанс на титул на Clash of the Champions XVII, но Уиндем получил травму до начала шоу. Вернувшийся Рикки Стимбот был выбран в качестве партнёра Роудса и импровизированный дуэт выиграл титул командных чемпионов WCW. Они потеряли пояса 16 января 1992 года, уступив их Арну Андерсону Бобби Итону.
2 сентября 1992 года на записи WCW Saturday Night Роудс в команде с Уиндемом победили Стива Уильямса и Терри Горди и завоевали объединённый титул командных чемпионов WCW и NWA, матч вышел в эфир 3 октября. Они удерживали пояса около двух месяцев, прежде чем проиграли их Стимботу и Шейну Дагласу на Clash of the Champions XXI.

#### Чемпион Соединенных Штатов в тяжёлом весе (1993—1995)
В январе 1993 года Роудс вышел в финал турнира, который должен был определить претендента номер один на титул чемпиона Соединённых Штатов в тяжёлом весе WCW. В том же месяце чемпион Рик Руд был лишен своего титула, что означало, что в финале турнира будет разыгран титул. Роудс встретился со своим старым партнёром Рикки Стимботом и выиграл титул. В следующем месяце он успешно защитил титул на SuperBrawl III против Макса Пейна. Руд вернулся в апреле и бросил вызов Роудсу. Их первая встреча закончилась двойным удержанием и титул был присужден Руду. После 30-минутного матча «Железный человек», закончившегося вничью 1:1 на Beach Blast, между ними была назначена серия матчей на Saturday Night; Роудс проиграл первый матч 28 августа, но дважды победил Руда 4 и 11 сентября и завоевал свой второй титул чемпиона Соединённых Штатов в тяжелом весе WCW.
На Fall Brawl Роудс вместе со Стингом, Дэйви Бой Смитом и Шокмастером победил Биг Ван Вейдера, Сида Вишеса и «Гарлем Хит» в матче WarGames. На Starrcade Роудс проиграл титул Стиву Остину.
В марте 1994 года Роудс начал враждовать с Банхаусом Баком и полковником Робертом Паркером. После того, как Паркер представил Арна Андерсона и Терри Фанка в качестве противников для Роудса, Роудс в ответ привел своего отца, бывшего врага Фанка. В декабре 1994 года Паркер представил ещё одного противника для Родса— The Blacktop Bully. 19 марта 1995 года на Uncensored Роудс проиграл The Blacktop Bully в единственном в истории компании матче «Король дороги» (бой в движущемся грузовике с сеном). Матч, который был снят несколькими днями ранее, привел к увольнению из компании и Роудса и The Blacktop Bully, так как во время матча они пустили кровь по указанию друг друга, что в то время противоречило корпоративной политике WCW.

### Возвращение в WWF

#### Дебют Голдаста (1995—1996)

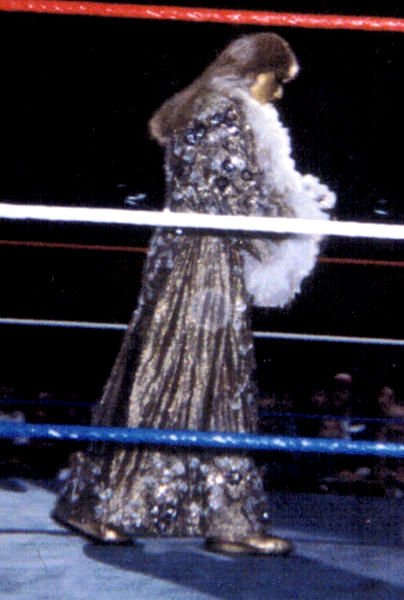
Голдаст в парике и халате.

В августе 1995 года Раннелс вернулся в WWF, выступая в качестве злодея по имени Голдаст, прозванного «Странный» за его жутковатое, загадочное и сексуальное поведение. На ринге Голдаст часто применял непристойные и кокетливые жесты, чтобы разозлить, запутать и отвлечь своих противников. Он трогал и ласкал противников во время нанесения ударов. Персонаж изображался как дрэг-квин, одержимый фильмами и всем золотым, что является пародией на статуэтку «Оскар».
В этом образе Раннелс носил преимущественно золотой комбинезон (с вкраплениями других цветов, например, белого и чёрного), черно-золотую краску на лице, а во время входов — блестящий золотой халат и парик платинового блондина. Много лет спустя Раннелс заявил, что Винс Макмэн позвонил ему и предложил ему этот образ, несколько раз упомянув слово «андрогинность». Раннелс, который в то время не хотел ассоциироваться с отцом, быстро согласился, не зная, что означает слово «андрогинность», а затем, после разговора, посмотрел его в словаре и, увидев, что оно означает, потрясенный, сказал себе: «Во что я ввязался?». Сам Раннелс признался, что первые несколько месяцев в этом образе ему было не по себе, так как он совершенно не соответствовал его характеру, но он решил работать с тем, что ему дали.
22 октября 1995 года Голдаст выиграл свой дебютный матч против Марти Джаннетти на In Your House 4. Он победил уходящего Бам Бам Бигелоу в его последнем матче в WWF на Survivor Series. Затем он враждовал с Рейзор Рамоном, которого он преследовал и посылал ему сообщения в конце 1995 года. Вражда достигла кульминации на Royal Rumble, где Голдаст победил Рамона и завоевал титул интерконтинентального чемпиона WWF благодаря вмешательству 1-2-3 Кида. Этот матч дебютировала менеджер Голдаста, Марлена, которую изображала его тогдашняя жена. Своим соблазнительным, холодно-беспокойным и загадочным характером Марлена дополнила Голдаста. Во время матчей Голдаста она сидела у ринга в кресле режиссёра и давала ему советы, куря большие коричневые сигары. Матч-реванш между Голдастом и Рамоном на WrestleMania XII был отменен после того, как Рамон был отстранен, и Голдаст вместо этого сразился с Родди Пайпером в матче Hollywood Backlot Brawl. В конце боя Пайпер снял с Голдаста его костюм, чтобы показать, что на нем женское белье.
Голдаст защитил свой интерконтинентальный титул в поединках против Савио Веги и Последнего воина, после чего проиграл Ахмеду Джонсону на King of the Ring. В августе 1996 года Голдаст ненадолго установил контроль над Мэнкайндом и враждовал с Гробовщиком. Вскоре его внимание переключилось на Марка Меро и его тогдашнюю жену Сейбл. Голдаст и Марлена пытались привлечь Сейбл в свою команду, но Меро выиграл вражду и удержал её на своей стороне. Он также участвовал в матче с Шоном Майклзом на интернет-PPV (iPPV) Xperience за звание чемпиона WWF, но проиграл его.
В декабре 1996 года Голдаст вступил во вражду с Хантером Херст Хелмсли, когда Хелмсли начал флиртовать с Марленой. Эта вражда привела к появлению Чайны в качестве телохранителя Хелмсли.

#### Разные образы (1997—1999)
В мае 1997 года Голдаст раскрыл свою личность как Дастин Раннелс, сын Дасти Роудса. Летом и осенью того же года он присоединился к другим рестлерам в их конфликте с The Hart Foundation, враждуя, в частности, с Брайаном Пиллманом, которому он уступил услуги Марлены на тридцать дней. Незадолго до истечения тридцати дней Пиллман умер от болезни сердца. В ноябре 1997 года Голдаст расстался с Марленой и отказался сотрудничать со своими товарищами по команде Survivor Series. Это привело к вражде с Вейдером в декабре 1997 года и появлению Артиста, ранее известного как Голдаст (отсылка к Принсу). В начале 1998 года он начал подражать знаменитостям и коллегам-рестлерам, изображая таких персонажей, как Чайнадаст, Даст Лавдаст, Хантердаст, Мэрилин Мэнсондаст и другие. Примерно в это время он сделал предложение руководству сделать грудные имплантаты, но Макмэн отговорил его.
К июню 1998 года Голдаст враждовал с Вэлом Венисом. Теперь уже под своим настоящим именем, Раннелс начал критиковать всё более и более агрессивный продукт WWF и пропагандировать альтернативы просмотру шоу, такие как чтение Библии. Эти виньетки спонсировались вымышленной группой Evangelists Against Television, Movies and Entertainment, аббревиатура EATME — тонко завуалированная шутка со стороны WWF. Раннелс объявил себя рождённый свыше христианином, выходя в толпу зрителей с табличками «Он возвращается!». Хотя явно подразумевалось возвращение Христа на самом деле Раннелс имел в виду возвращение образа Голдаста, которое он совершил в октябре 1998 года. В ноябре 1998 года он начал враждовать с Джеффом Джарреттом.
В начале 1999 года Голдаст враждовал с Элом Сноу, украв Голову, талисман Сноу. Затем он враждовал с Блю Мини, который переименовал себя в Блюдаста и перенял многие манеры Голдаста. После того, как Голдуст победил Мини на St. Valentine’s Day Massacre, Мини стал учеником Голдаста. После того, как Райан Шэмрок стал менеджером Голдаста, Мини и Шэмрок начали соперничать за внимание Голдаста. В тот же период Голдаст снова выиграл титул интерконтинентального чемпиона WWF у Роад Догга, а через две недели проиграл его Крестному отцу. В команде с Блю Мини он провел несколько матчей против "Харди Бойз и покинул компанию в июне 1999 года.

### Второе возвращение в WCW

#### Севен и «Американский кошмар» (1999—2001)
8 ноября 1999 года Раннелс вернулся в World Championship Wrestling на Monday Nitro в образе персонажа с раскрашенным лицом по имени Севен. Ролики с ним содержали зловещие кадры, на которых Роудс в гриме стоял у окна детской спальни. Образ был основан на Странниках из нуар-фильма 1998 года «Тёмный город». Персонаж был отменен после того, как структуры Теда Тёрнера выразили обеспокоенность тем, что образ похитителя детей может быть неправильно истолкован. После возвращения на телевидение Роудс снял свой костюм и выступил в сюжете, где высмеивал нереалистичные образы в рестлинге и себя в роли Голдаста в WWF. После возвращения он стал выступать под именем «Американский кошмар» Дастин Роудс, прозвище было отсылкой к прозвищу его отца — «Американская мечта».
Роудс враждовал с Джеффом Джарреттом, а затем с Терри Фанком. В апреле 2000 года на Spring Stampede он был уволен Винсом Руссо за то, что не смог помешать Терри Фанку выиграть вакантный титул хардкорного чемпиона WCW у Нормана Смайли.

#### Разные соперничества (2001)
Раннелс вернулся в WCW в январе 2001 года, помогая своему отцу в его вражде с Джарреттом и Риком Флэром. 18 марта 2001 года он участвовал в последнем PPV WCW под названием Greed. В марте 2001 года WCW была куплена World Wrestling Federation, но WWF не купила контракт Раннелса.

### Независимые промоушены (2001—2002)
В июле 2001 года Раннелс, ещё находясь под контрактом с AOL Time Warner, начал выступать в созданном отцом промоушен Turnbuckle Championship Wrestling, выиграв чемпионство в тяжёлом весе. Вскоре он отказался от титула, так как было подтверждено, что он возвращается в WWF. После возвращения в WWE на Royal Rumble 2002 года он ещё два раза выступал в TCW.

### Второе возвращение в WWF/E

#### Хардкорный чемпион (2001—2002)
В декабре 2001 года Раннелс согласился на выкуп своего контракта с AOL Time Warner и вновь подписал двухлетний контракт с World Wrestling Federation. На шоу WWF сразу же начали транслироваться ролики, рекламирующие возвращение Голдаста. 20 января 2002 года он вернулся, приняв участие в Royal Rumble в образе Голдаста. Вскоре после возвращения в эфир стали выходить ролики, в которых Голдаст говорил, что есть некий рестлер, чья «звезда сияет ярче», чем ему хотелось бы. В конце концов стало понятно, что этот человек — Роб Ван Дам. Ван Дам победил Голдаста в одиночном матч на No Way Out. После поражения он перешёл в хардкор-дивизион, где девять раз выигрывал хардкорный титул чемпиона WWF.

#### Команда с Букером Ти (2002—2003)
Когда World Wrestling Federation была переименована в World Wrestling Entertainment, а ростер был разделен на два бренда — Raw и SmackDown!, Голдаст был переведен на бренд Raw, где сформировал команду с Букером Ти. Дуэт участвовал в многочисленных комедийных роликах. В мае 2002 года Букер присоединился к группировке «Новый мировой порядок» (nWo), Голдаст просьбу присоединиться к группировке отклонил. В июне 2002 года Букер был изгнан из nWo Шоном Майклзом, что вызвало вражду между nWo, Букером и Голдастом. Букер и Голдаст продолжили выступать в командном дивизионе, они выиграли титулы командных чемпионов мира на Armageddon.
После распада команды Голдаст заболел заиканием и симптомами, похожими на синдром Туретта, получив удар током во время нападения Батисты и Рэнди Ортона. Голдаст появился в этом образе на шоу Говарда Стерна в марте 2003 года. Осенью 2003 года Букер Ти начал получать от кого-то загадочные сообщения. В сообщениях говорилось только «Я помню». Ходили слухи, что эти сообщения были от Голдаста, что могло бы положить начало вражде между ними. Однако этот сюжет больше не упоминался на телевидении, а компания объявила на своем сайте, что не будет продлевать контракт Роудса. WWE позволила его контракту истечь в декабре 2003 года.

### Независимые промоушены (2003—2004)
После ухода из WWE в декабре 2003 года Раннелс вернулся на независимую сцену, впервые появившись в TNA. Сначала он выступал в японском промоушене WORLD-1 под именем Дасти Роудса-младшего, отработав три шоу в начале апреля. В июле Раннелс вернулся в США и выступил в Full Impact Pro, объединившись с Барри Уиндемом.

### Total Nonstop Action Wrestling (2004—2005)
4 февраля 2004 года он дебютировал в Total Nonstop Action Wrestling (TNA) как «Одинокая звезда» Дастин Роудс, безуспешно бросив вызов Джеффу Джарретту за титул чемпиона мира NWA в тяжелом весе. 18 февраля Раннелс и Эль Леон победили Кевина Норткатта и Легенду. В декабре 2004 года он вернулся в TNA, снова под именем Дастин Роудс. 7 января 2005 года в эпизоде Impact! Роудс и Джефф Харди победили Кэша и Далласа. В эпизоде Impact от 14 января Роудс победил Криса Кандидо. На Final Resolution Роудс победил Кида Кэша. 11 февраля на Impact! Роудс и America’s Most Wanted победили Кида Кэша, Далласа и Ворона. На Against All Odds Роудс проиграл Ворону, но получил реванш на Destination X, победив Ворона в матче с канатом. Затем он вступил во вражду с Бобби Рудом, и на Lockdown Роудс победил Руда в матче в клетке. Его контракт с TNA истек в апреле 2005 года, и он решил не продлевать его, покинув команию.

### Четвёртое возвращение в WWE

#### SmackDown и возвращение в Raw (2010—2012)
3 марта 2010 года Голдаст был переведён в ростер SmackDown!. Его первый матч после перевода состоялся 4 марта на шоу WWE Superstars, где он проиграл Крису Джерико. На следующей неделе Голдаст победил Майка Нокса. Голдаст участвовал в Королевской Битве 26 рестлеров на Рестлмании XXVI, однако не смог победить.
Во время дополнительного драфта 2010 года, Голдаст попал в ростер RAW. 10 мая Голдаст вместе с Джоном Моррисоном, Йоши Татсу и Сантино Мареллой проиграли командный поединок против восьми новичков NXT. 7 декабря было сообщено, что Раннелс получил серьёзную травму плеча, выбившую его на пять — семь месяцев. После этого Роудс стал заниматься продюсированием событий. Вновь появился на SmackDown 30 ноября в сегменте с Коди Роудсом и своим отцом. Снова появился на RAW в конце года, на Slammy Awards, где вручал награду вместе с Вики Герреро. 30 апреля 2012 профиль Голдаста был переведён в раздел «Alumni» (раздел бывших рестлеров WWE).

### Пятое возвращение в WWE
Голдаст вернулся в WWE 27 января 2013 года на Королевской битве, где он вышел под 8 номером. Из битвы его выбросил Коди Роудс.

#### The Brotherhood (2013—2014)
Вернулся на RAW 9 сентября и бился против Рэнди Ортона. Условия поединка были таковы: если Голдаст выиграет, то его брат Коди вернётся в компанию, однако Ортон победил. На WWE Raw от 16 сентября Дасти Роудс вступил в конфронтацию со Стефани Макмэн, чтобы та вернула его сыновей — Голдаста и Коди Роудса к работе, однако та отказалась и приказала Биг Шоу нокаутировать его. Через неделю, на RAW от 23 сентября, Коди и Голдаст в чёрных костюмах напали на Щит, перед их матчем. На следующем RAW был официально назначен матч на Battleground, в котором Голдаст и Коди Роудс противостояли двум членам Щита, а именно — Роману Рейнсу и Сету Роллинсу, с условием, если выиграет Щит, Дасти Роудс будет уволен с NXT и всей семье Роудсов навсегда будет запрещено выступать в WWE, а если выиграют Роудсы, они смогут вернуться в WWE. На Battleground Коди Роудс с Голдастом победили Романа Рейнса и Сета Роллинса и вернули себе работу.
14 октября на RAW Коди Роудс и Голдаст победили Щит (Сета Роллинса и Романа Рейнса) в матче без дисквалификаций и стали новыми Командными чемпионами WWE. На Hell in a Cell в поединке «Тройная угроза» за титул командных чемпионов Братья Роудсы победили братьев Усо, а также Сета Роллинса и Романа Рейнса. На последнем RAW перед Survivor Series Коди и Голдаст, будучи частью команды братьев Усо, СМ Панка и Дэниела Брайана побеждают тандем команд щита и семьи Уайатт. На последнем SmackDown перед PPV был назначен «поединок на выживание»: Голдаст и Коди Роудс, братья Усо и Рэй Мистерио против «Щита» и «Настоящих американцев» (Сезаро и Джек Сваггер, который проиграла первая команда. На SmackDown Роудсы успешно защитили свои титулы командных чемпионов против Настоящих американцев. На TLC был назначен четырёхсторонный командный матч за Командные чемпионства на между чемпионами Братьями Роудсами против Настоящих Американцев против Райбека и Кёртиса Акселя против Рея Мистерио и Биг Шоу. На TLC Коди и Голдаст вновь отстояли свои титулы. На пре-шоу к Королевской Битве (2014) Коди Роудс и Голдаст проиграли титулы команде «Отбросы нового века» (Дорожный Пёс и Билли Ганн). На RAW от 27 января Коди и Голдаст победили Отбросов нового века по дисквалификации, после вмешательства Брока Леснера. На следующем RAW от 3 февраля в стальной клетке Отбросы победили Коди и Голдаста. На пре-шоу к Elimination Chamber (2014) Коди Роудс и Голдаст победили Райбека и Кёртиса Акселя. На PPV Payback, после очередного поражения, Коди Роудс сказал своему брату Голдасту, что тот заслуживает лучшего партнёра. После PPV Payback Голдаст неудачно выступал со своими новыми партнёрами.

#### Голдаст и Стардаст (2014—2016)
На Raw от 16 июня Коди дебютировал в роли Стардаста и объединился со своим братом для победы над РайбАкселем (Райбек и Кёртис Аксель). На SmackDown! от 27 июня РайбАксель бросили вызов Стардасту и Голдасту на PPV Money in the Bank, который они приняли. На Money in the Bank (2014) Стардаст и Голдаст победили РайбАксель. На Raw от 18 августа Голдаст и Стардаст победили Братьев Усо (Джимми и Джей) в нетитульном поединке. На Raw от 25 августа Голдаст и Стардаст одолели Братьев Усо в титульном матче по отсчёту. После матча Голдаст и Стардаст напали на Братьев Усо. На Raw от 1 сентября Голдаст и Стардаст вновь атаковали Братьев Усо и травмировали ногу Джею Усо. На PPV Night of Champions (2014) Стардаст и Голдаст победили Братьев Усо и стали новыми Командными чемпионами WWE. 26 октября на PPV Hell in a Cell (2014) состоялся ещё один бой с Братьями Усо за Командные чемпионства WWE , в котором Голдаст и Стардаст одержали победу, отстояв пояса. На Survivor Series (2014) Голдаст и Стардаст проиграли титулы Мизу и Дэмиену Миздоу, Помимо них в матче принимали участие Братья Усо и Los Matadores. На выпуске Raw от 1 декабря, The New Day выкинули Голдаста и Стардаста из Командного матча Суматоха. Позже в матче, Goldust и Stardust отвлекли Ксавье Вудса, отвлекая его братьев из The New Day, и заставляя их быть выкинутыми из боя.

#### Карьера хилла (2017—2019)
На Raw за 16 мая, Дастин, совершил хилл тёрн на своём бывшем командном партнёре — R-Truth. В марте-апреле 2019 года 6-летний контракт Раннелса с WWE истёк.

### All Elite Wrestling (2019-н.в.)
21 апреля 2019 года было объявлено, что противником Коди Роудса на шоу Double or Nothing будет его брат — Дастин Роудс. 25 мая на Double or Nothing Дастин проиграл Коди в 22-минутном матче, получившем оценку в 5* от Дэйва Мельтцера.
На записях шоу Rampage 17 августа Роудс ответил на открытый вызов Чемпиона Мира ROH Клаудио Кастаньоли, с которым ему в итоге был назначен матч на следующие записи Rampage 26 августа.

## Личная жизнь
Отец Раннелса — покойный Вирджил Раннелс, более известный под псевдонимом «Американская мечта» Дасти Роудс. Его брат — Коди Роудс также рестлер. У Дастина ещё есть сестра, Кристин Раннелс Дитто, ранее работавшая чирлидером в клубе НФЛ «Даллас Ковбойз».
В 1993 году Дастин женился на Терри Раннелс, с которой он встретился во время работы в WCW. В 1994 году у них родилась дочь Дакота. В 1999 году Дастин и Терри развелись.
В декабре 2010 года была выпущена автобиография Раннелса «Cross Rhodes: Goldust, Out of the Darkness».
Дастин Раннелс — ярый христианин.

## В рестлинге
- Завершающие приёмы

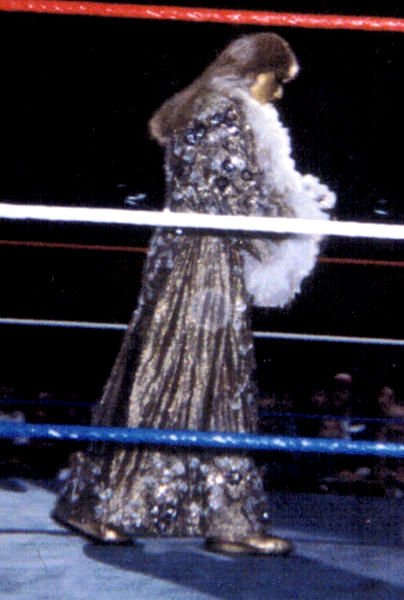
Роудс (в гиммике Голдаста) в фирменных парике и халате

  - Curtain Call (Lifting falling inverted DDT или Hangman’s neckbreaker, иногда проводящийся из scoop lift)
  - Final Cut / Schizophrenic[22] (Подъём на вертикальный суплекс, переводящийся в snap swinging neckbreaker)[23] — 2007-наст. время
  - Shattered Dreams[24] (удар между ног оппонента, запутанного между канатов)
  - Lone Star State of Mind (Lifting falling inverted DDT)[25] — TNA
  - Blackout (Kneeling facebuster)[26] — 2007—2008
- Коронные приёмы
  - Bionic elbow[25]- Перенял у своего отца
  - Bulldog[27], иногда со второго каната[28][29]
  - Clothesline
  - DDT[30][31]
  - Director’s Cut / Shock Treatment (Snap scoop powerslam pin)[29][32][33]
  - Diving clothesline[34]
  - Падение на спину и проведение апперкота — на реверсе Back body drop[29]
  - Golden Age (Reverse STO)[29]
  - Good Night Sweet Charlotte (Sleeper hold)
  - Jumping hip attack на бегущего противника
  - Inverted atomic drop[29], часто следующий после clothesline[29]
  - Oscar (Sitout rear mat slam)
  - Running stunner[35] — 2007
  - Sidewalk slam
  - Spinebuster
  - Spinning side slam[36]
- Менеджеры
  - Марлена[37]
  - Луна Вашон
  - Брайн «Блюдаст» Хеффрон
  - Райан Шемрок[37]
  - Джеймс Митчелл
  - Хорнсвоггл
  - Скандор Акбар
  - Аксана
- Прозвища
  - «The Natural» (WCW)
  - «The American Nightmare»[38] (WCW)
  - «The Lonestar» (WCW / TCW/ TNA)
  - «The Prince of Perversion»[38] (WWF/E)
  - «The Bizarre One» (WWF/E)
- Музыкальные темы
  - «Dustin Runnels» (Джим Джонстон)[39] (WWF; как Дастин Раннелс)
  - «The Natural» (D. Conort, M. Seitz и J. Papa)[40] (WCW; как Дастин Роудс)
  - «Golden» (Джим Джонстон)[41] (WWF)
  - «Goldust» (Джим Джонстон)[41] (WWF)
  - «Black Reign» (Дейл Оливер)[42] (TNA)
  - «Gold-Lust» (Джим Джонстон)[43] (WWF/E)
  - «Written in the Stars» (Джим Джонстон) (в команде со Стардастом)[44] (WWE)
  - «the Natural» (Майки Рукус)[45] (AEW)

## Титулы и достижения
- Championship Wrestling from Florida
  - Чемпион в тяжёлом весе по версии NWA (1 раз)[46]
  - Командный чемпион по версии NWA Florida (1 раз) — с Майком Грэхемом[47]
- Coastal Championship Wrestling
  - Чемпион мира в тяжёлом весе по версии CCW (1 раз)[48]
- Pro Wrestling Illustrated
  - Прорыв года (1991)[49]
  - № 11 место в списке 500 лучших рестлеров за всю историю (1996)[50]
  - № 126 место в списке 500 лучших рестлеров за всю историю (2003)[51]
- Turnbuckle Championship Wrestling
  - Чемпион в тяжёлом весе (1 раз)[52][53]
- World Championship Wrestling
  - Мировой командный чемпион NWA (1 раз) — с Барри Уиндемом
  - Чемпион Соединённых Штатов WCW в тяжёлом весе (2 раза)[54][55]
  - Командный чемпион WCW (Six-Man) (1 раз) — с Большим Джошем и Томом Зенком[56]
  - Командный чемпион мира WCW (2 раза) — с Рикки Стимботом (1) и Барри Уиндемом (1)[57]
  - 5-звёздочный матч (1992) с Никитой Коловым, Стингом, Рикки Стимботом и Барри Уиндемом против Рика Руда, Стива Остина, Арна Андерсона, Боби Итона и Лари Збышко — матч WarGames на WrestleWar
- World Wrestling Federation/World Wrestling Entertainment
  - Командный чемпион мира (1 раз) — с Букером Ти (1 раз)[58]
  - Командный чемпион WWE (2 раза) — с Коди Роудсом/Стардастом (2 раза)[59][60]
  - Хардкорный чемпион WWF (9 раз)[61]
  - Интерконтинентальный чемпион WWF (3 раза)[62][63][64]
  - Slammy Award — Лучшая Пара (1997) (с Марленой)[65]
  - Slammy Award — Частый «Твитер» (2010)
- Wrestling Observer Newsletter
  - Наиболее опозорившийся рестлер (1997)[66]
  - Прорыв года (1991)[66]
  - Новичок года (1989)[66]
  - Худший образ (1995)[66] как Голдаст
  - Худший образ (1997)[66] как Артист, ранее известный как Голдаст
  - Худший образ (2007)[66] как Блек Рейн